# Талейран-Перигор, Наполеон Луи де
Наполеон Луи де Талейран-Перигор, 1-й герцог Валансе (с 1829), герцог Саган (с 1862), 3-й герцог Талейран (с 1872) (фр. Napoléon-Louis de Talleyrand-Périgord; 12 марта 1811, бывший 2-й округ Парижа — 21 марта 1898, Берлин) — французский аристократ и политик, пэр Франции (член верхней палаты французского парламента; 1845—1848). Кавалер ордена Золотого руна (1838).

## Биография
Внучатый племянник наполеоновского министра Шарля Мориса де Талейрана (Талейран-Перигора; 1754—1838).
Старший сын генерала Эдмона де Талейран-Перигора (1787—1872) и герцогини Доротеи Саган (1793—1862).
С 1829 года носил пожалованный французским королём титул герцог Валансе (по замку Валансе, которым владела семья Талейранов). Некоторое время служил офицером во французской армии, а с 1845 года заседал в Палате пэров (при жизни отца, как герцог Валансе и пэр в своём праве). Поддерживал короля Луи-Филиппа, и после революции 1848 года отошёл от политики.
После смерти матери (1862) и отца (1872) унаследовал ещё два герцогских титула семьи: герцог Талейран и герцог Саган, тогда как титулы герцог Дино и маркиз Талейран отошли его младшему брату Александру-Эдмону.
В конце жизни проживал в Берлине, где тоже считался пэром (по герцогству Саганскому). Скончался там же.
Имел ряд престижных наград, включая орден Золотого руна (1838). Являлся также офицером ордена Почётного легиона. В 1867 году входил в состав жюри Всемирной выставки.

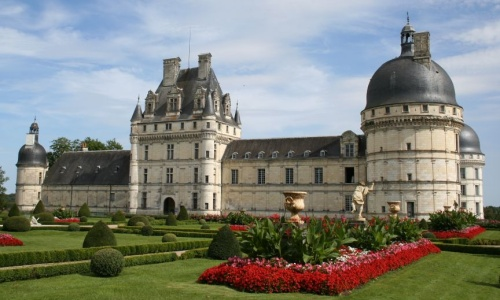
Замок Валансе

## Семья

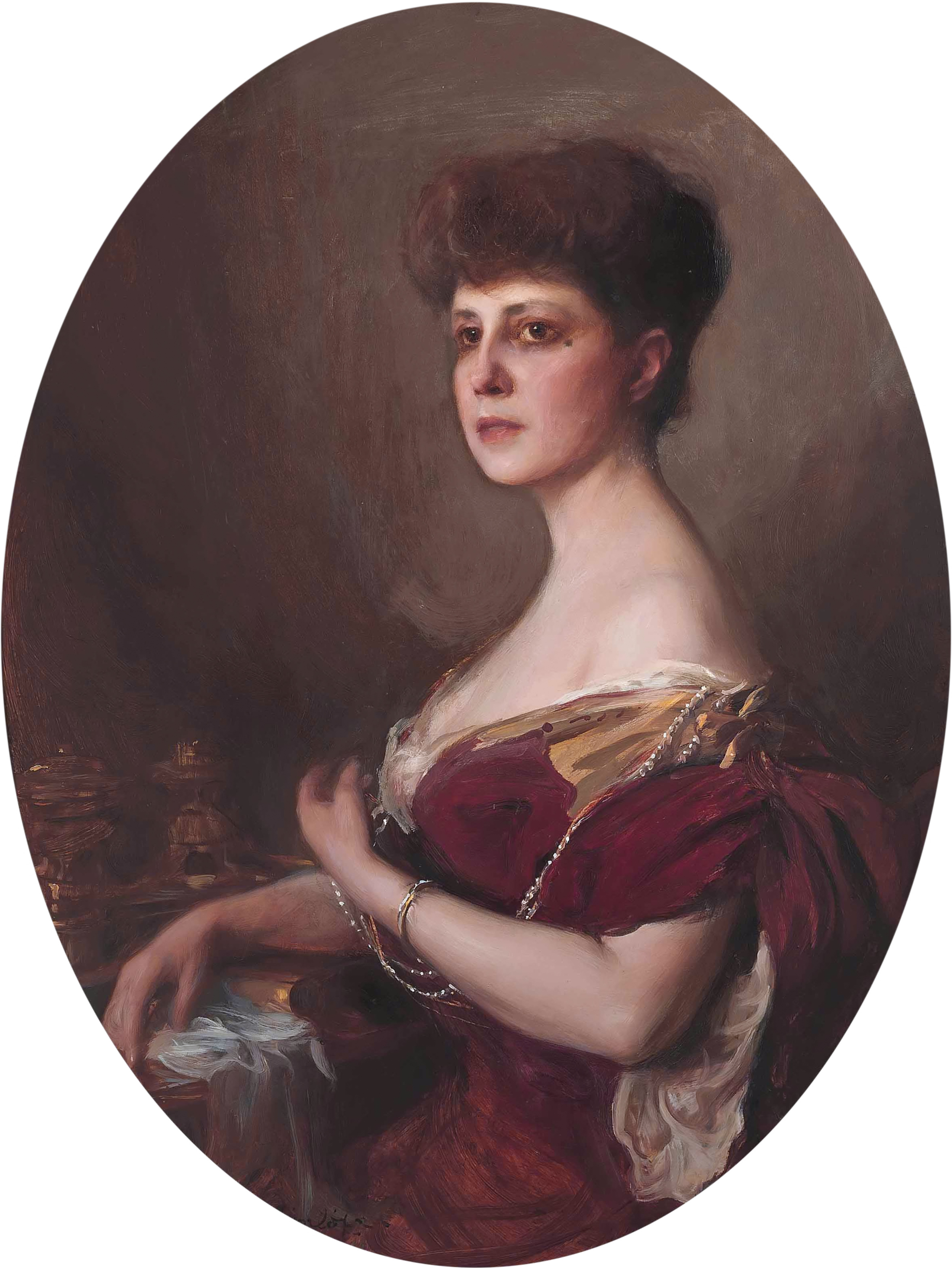
Доротея Талейран-Перигор. Портрет кисти Филипа де Ласло

Наполеон-Луи Талейран-Перигор был дважды женат. 
Первый брак — с Аликс де Монморанси (1810–1858), представительницей младшей ветви знатнейшего во Франции семейства Монморанси, дочери Анн-Шарль-Франсуа де Монморанси.
В браке родилось четверо детей:
- Каролина Валентина (1830—1913), супруг — французский политик баскского происхождения Венсан Шарль Анри Д’Этчегоен (1818–1885), 3 детей.
- Бозон, герцог Саган (1832–1910), унаследовал основные титулы отца. Супруга —  баронесса Жанна Сейер (1839–1905) из семьи возведённых в баронское достоинство банкиров, 2 детей.
- Мария Полина Иоланда (1833–?)
- Николя Рауль Адальбер (1837–1915), в 1864 году с разрешения Наполеона III унаследовал титул  герцогов Монморанси, принадлежавший его родственникам по матери и угасший в мужском колене. Супруга — испанская аристократка Ида Мария Кармен Агуадо-и-Макдоннелл (1847–1880), один сын.

Второй брак — с Полиной де Кастеллан (1823—1895), дочерью маршала Франции маркиза Бонифаса де Кастеллана.
В браке родилась одна дочь:
- Доротея (1862–1948), в первом браке была замужем за князем Карлом Эгоном IV фон Фюрстенбергом (1852-1896), во втором браке после вдовства — за своим дважды двоюродным братом (по отцу и по матери) Жаном де Кастелланом (1868—1965), старшим братом которого был известный во Франции денди и неизменный персонаж светской хроники Бони де Кастеллан (1867—1932).